# Right Hemisphere
Right Hemisphere ist ein Jazzalbum der gleichnamigen Gruppe, bestehend aus Joe Morris, Matthew Shipp, Rob Broen und Whit Dickey. Die am 5. Januar 2006 entstandenen Aufnahmen erschienen Mitte 2008 auf RogueArt.

## Hintergrund
In den frühen 1980er-Jahren spielten der Saxophonist Rob Brown und der Pianist Matthew Shipp als Duo; sie bildeten schließlich ein Quartett mit William Parker am Bass und Whit Dickey am Schlagzeug und veröffentlichten 1990 die CD Points (Silkheart). Nachdem Morris als Bassist Parker ersetzt hatte, entstanden 2006 weitere Aufnahmen der Band; diese bilden das Debütalbum von Right Hemispere. Wie in den von drei Mitgliedern verfassten Liner Notes klargestellt wird, stelle die Musik ein individuelles Wachstum dar, das die klanglichen Entwicklung des gesamten Quartetts widerspiegle.

## Titelliste
- Right Hemisphere (RogueArt ROG-0013)[3]
  1. Right Hemisphere (Morris, Shipp, Brown, Dickey) 3:22
  2. You Rang (Morris, Shipp, Brown, Dickey) 4:31
  3. Bubbles (Morris, Brown, Dickey) 3:33
  4. Ice  (Morris, Shipp, Brown, Dickey) 3:39
  5. Hyperspace (Morris, Shipp, Brown, Dickey) 2:12
  6. Dice (Morris, Shipp, Dickey) 5:14
  7. Incremental (Morris, Shipp, Brown, Dickey) 5:45
  8. Falling In (Morris, Brown, Dickey) 5:59
  9. The Sweet Science (Shipp) 1:44
  10. Lava (Morris, Shipp, Brown, Dickey) 8:41
  11. Red in Gray (Morris, Shipp, Brown, Dickey) 9:06

## Rezeption
Nach Ansicht von Lyn Horton, der das Album in All About Jazz rezensierte, herrschten zwischen den Musikern gute, ungezwungene Beziehungen sowohl im physischen Universum als auch auf menschlicher Ebene, wie dieses Quartett zeige. Diese Musik liefere eine poetische Botschaft.
Ebenfalls in All About Jazz schrieb Florence Wetzel, die elf Titel auf dem Album erkundeten eine breite Palette von Stimmungen, darunter das meditative Red in Grey, das drängend explosive Lava, das freigeistige Falling In und das vage bedrohliche You Rang. Diese Musik habe etwas schwer fassbares; es herrsche durchweg eine disziplinierte Energie, die eine erfrischende, zurückhaltende Qualität erzeuge. Die Musiker sind fest entschlossen, das Nicht-Lineare zu erforschen, indem sie überlegte Dissonanzen erzeugen, unerwartete Formen schafften und sich gegenseitig den Raum zum Atmen und Hinterfragen geben. Right Hemisphere tauche in das unbekannte Gebiet der rechten Gehirnhälfte ein, wo ein Großteil der dunklen Abstraktion der Seele liege (so Steve Dalachinsky in den Liner Notes) ein und bringe dabei Musik heraus, die reich und lohnend sei.